# Distretto di San Bartolo
Il distretto di San Bartolo (spagnolo: Distrito de San Bartolo) è un distretto del Perù che appartiene geograficamente e politicamente alla provincia e dipartimento di Lima.